# تشارلي بيكر (لاعب كريكت)
تشارلي بيكر (24 مارس 1939 في أستراليا - ) (بالإنجليزية: Charlie Baker)‏ هو لاعب كريكت أسترالي.

## وصلات خارجية
- تشارلي بيكر (لاعب كريكت) على موقع إي آس بي آن كريك إنفو (الإنجليزية)